# The Mountain Witch
The Mountain Witch è un cortometraggio muto del 1913 prodotto dalla Kalem e diretto da George Melford. Aveva come interpreti Jane Wolfe (nel ruolo del titolo), Carlyle Blackwell, Francelia Billington, William H. West.

## Produzione
Il film fu prodotto dalla Kalem Company.

## Distribuzione
Distribuito dalla General Film Company, il film - un cortometraggio di una bobina -  uscì nelle sale cinematografiche USA il 22 febbraio 1913.